# 다섯발가락뛰는쥐속
다섯발가락뛰는쥐속 또는 다섯발가락날쥐속(Allactaga)은 뛰는쥐과에 속하는 설치류 속 분류군이다. 아시아에 서식하는 네 발가락 또는 다섯 발가락을 가진 저보아를 포함하고 있다. 쥐목에 속하는 작은 포유류로 13종으로 이루어져 있다. 사막과 준건조 지역에 서식하는 도약을 하는 설치류로 특히 알려져 있다. 긴 뒷발과 짧은 앞발로 서서 걷는다. 몸 크기와 큰 꼬리에 비교되는 큰 귀를 갖고 있다. 똑바로 서 있을 때, 꼬리가 몸을 지지하는 데 도움을 주는 역할을 한다. 몸길이 범위는 5~15cm이고 꼬리는 7~25cm이다. 앞발은 먹이를 먹거나 털을 다듬거나 할 때 한 쌍의 손과 같은 역할을 한다. 음식을 찾을 때, 코를 이용하여 흙을 파거나 밀어낸다. 수컷 저보아는 보통 암컷에 비해 크기와 몸무게가 더 크다. 털은 질감이 부드럽거나 매끄럽고 연한 색을 띠어, 포식자들을 피하기 위해 주변을 위장하는 데 도움이 된다. 이 속의 모든 종은 아프리카 북부에 서식하는 한 종 네발가락뛰는쥐(Allactaga tetradactyla)를 제외하고 다섯 개의 발가락을 갖고 있다.

## 하위 종
| - 바리쿤뛰는쥐 (A. balikunica) - 고비뛰는쥐 (A. bullata) - 작은다섯발가락뛰는쥐 (A. elater) - 유프라테스뛰는쥐 (A. euphratica) - 이란뛰는쥐 (A. firouzi) - 홋슨뛰는쥐 (A. hotsoni) - 큰뛰는쥐 (A. major) | - 세베르초프뛰는쥐 (A. severtzovi) - 몽골다섯발가락뛰는쥐 (A. sibirica) - 네발가락뛰는쥐 (A. tetradactyla) - 투시뛰는쥐 (A. toussi) - 비노그라도프뛰는쥐 (A. vinogradovi) - 윌리엄스뛰는쥐 (A. williamsi) |